# Анзоргова кузиманзе
Анзоргова кузиманзе (Crossarchus ansorgei или Анголска кузиманзе) е вид бозайник от семейство Мангустови (Herpestidae).

## Разпространение и местообитание
Разпространен е в Ангола и Демократична република Конго.